# Kulipari: An Army of Frogs
Kulipari: An Army of Frogs (Kulipari: O Exército de Sapos, no Brasil) é uma série de animação em flash americana, desenvolvida pela Splash Entertainment em parceria com a Netflix. A animação foi baseada na série de livros infantis "An Army of Frogs" de Trevor Pryce. A primeira temporada da série estreou no dia 2 de setembro na Netflix.

## Enredo
A história se passa no mundo de ação e fantasia de Anfíbiolândia, uma aldeia escondida de sapos. Por muitos anos a aldeia foi protegida através de um véu mágico, juntamente de uma equipe de sapos heróis venenosos conhecidos como os Kulipari. A história começa quando os sapos da aldeia se veem ameaçados de sofrerem um ataque de um exército de escorpiões que uniram forças com a poderosa Rainha Aranha.
O protagonista Darel, sempre sonhou em ser um Kulipari assim como seu pai, mas diferente de seus irmãos acabou nascendo sem o veneno. Porém sua vida muda quando ocorrem os ataques dos escorpiões passando assim a seguir os passos de seu pai para ser um grande herói e salvar seus amigos do mal.

## Personagens
- Darel - O protagonista, um rã madeira. Sendo filho de um grande e falecido guerreiro Kulipari ele sonha em se tornar um herói tal como o pai apesar de diferente dele não ter nascido com o poder do veneno. No começo da história ele treina com o Velho Gir, até posteriormente descobrir o plano dos escorpiões de invadir a Anfibiolândia e passar a seguir numa jornada em busca de trazer os Kuliparis de volta a aldeia. Ele é equipado com uma adaga que pertencia ao seu falecido pai.
- Gee - O melhor amigo de Darel. Um sapo gordo, comilão e desajeitado. Em uma parte da história ele é sequestrado pelo exército de escorpiões fazendo com que Darel tenha que ir até a terra dos escorpiões resgatá-lo. Depois disso ele acompanha Darel até encontrar com os Kuliparis e levá-los de volta pra Anfibiolândia.
- Burnu - O líder dos Kuliparis restantes. É arrogante e pensa que pode resolver as coisas facilmente. A cor de seu veneno é verde escuro.
- Quoba -  Uma das últimas Kuliparis. Tem como maior habilidade se teleportar com o poder de seu veneno. No final da primeira temporada ela acaba perdendo seu veneno ao ajudar Darel a partir uma pedra para derrotar Marmoo. Ela demonstra um interesse em Darel no final da história. A cor de seu veneno é púrpura.
- Ponto - Um dos últimos Kuliparis sobreviventes. Ele é o maior e mais forte da equipe. A cor de seu veneno é azul.
- Dingo - Outro dos Kuliparis restantes. A cor de seu veneno é vermelho.
- Velho Gir - Um ex-Kulipari que foi responsável por treinar Darel no começo da história. Depois dos ataques dos escorpiões a Anfíbiolândia ele passou a liderar os habitantes para impedir a queda do véu da aldeia.
- Yabber - O último aluno do Rei Sergu que ocupou o lugar dele após o seu falecimento. Tem uma personalidade otimista estando sempre de bom humor mesmo nos momentos críticos.

### Vilões
- Lorde Marmoo - O grande vilão da história. Líder do exército dos escorpiões e servo da Rainha Jarrah e também irmão mais velho de Pigo. Ele deseja invadir o reino dos sapos para dominar suas terras para seu povo juntamente com toda a água do planeta. Até o final da primeira temporada ele é abusado e manipulado por Jarrah criando assim um ódio intenso por ela. Depois de ser derrotado por Darel e os Kuliparis na primeira tentativa de invasão ele foi revivido e aperfeiçoado por Jarrah ficando maior, mais forte e indestrutível. No entanto ele acaba traindo Jarrah matando ela e usando sua força bruta para dominar a Anfibiolândia. No final da primeira temporada é derrotado por Darel usando uma pedra guiada pela Serpente sendo levado pela correnteza.
- Rainha Jarrah / Rainha Aranha - É a principal vilã da história, uma feiticeira maligna responsável por ajudar Lorde Marmoo e os escorpiões a atacarem a Anfibiolândia. No passado ela foi aprendiz do Rei Sergu até que com sua ambição o traiu e passou a usar seus poderes para o mal criando assim a magia da noite e buscando também vingança contra seu mestre. Posteriormente foi revelado que ela buscou ajuda de Marmoo e sua tropa para poder usá-lo como arma para dominar o poder da Serpente. No final da primeira temporada após a derrota no primeiro ataque ela revive Marmoo deixando-o maior e mais poderoso, porém acaba sendo morta por ele. Ela possui uma aprendiz chamada Fahlga.
- Comandante Pigo - O segundo no comando do exército de escorpiões e irmão mais novo de Marmoo. No começo da história aparecia como um grande inimigo para Darel sempre lutando contra ele e guiando as tropas de seu irmão. Ao final da primeira temporada depois que Marmoo é aperfeiçoado por Jarrah aos poucos ele abandona o irmão após sua sede de domínio e poder aumentar, sendo forçado a se aliar com Darel.
- Capitão Killara - Um lagarto líder de uma armada de répteis mercenários, aliado temporário do Lorde Marmoo. Darel consegue com o tempo conquistar confiança dele e sua tropa enquanto procurava resgatar Gee dos escorpiões. Sua última aparição é durante o primeiro ataque de Marmoo e os escorpiões a Anfibiolândia onde ele juntamente de seu grupo deixam o serviço após uma oferta com Darel.
- Skink - Uma serva de Killara e rival de Darel. Uma lagartixa com um rabo gigante e comportamento agressivo e temperamental. Frequentemente se irrita quando é chamada de cobra por Darel.
- Nogo - Outro dos servos de Killara. Um iguana grande, bruto e com pouca inteligência.

### Outros personagens
- Coorah - Outra amiga de infância de Darel e namorada de Arabaroo. Ela tem habilidades com medicina.
- Arabaroo - O rival de infância de Darel e namorado de Coorah. Assim como Darel ele também tem grandes habilidades de luta. Ele ajuda Darel e a aldeia durante o ataque dos escorpiões, porém acaba sendo morto por Marmoo no final da primeira temporada.
- Chefe Olba - A líder de Anfíbiolândia. Até o final da primeira temporada ela juntamente de Gir ajudaram a guiar os habitantes na batalha da invasão dos escorpiões. Ela é morta por Marmoo no final da primeira temporada.
- Rei Sergu / Rei Tartaruga - Um poderoso feiticeiro e o líder dos Kuliparis. Ele também foi mestre da Rainha Jarrah no passado até ser traído pela mesma que começou usar seus poderes para o mal em busca de também querer destruí-lo. No final da primeira temporada ele ajudou Darel e os Kuliparis a defender a Anfibiolândia do ataque dos escorpiões, mas foi morto por Lorde Marmoo. Tem como principal aprendiz Yabber.
- Apari - O falecido pai de Darel e um ex-guerreiro Kulipari. Ele serviu de inspiração para seu filho se tornar um herói. A cor de seu veneno é roxo e preto.
- Akala - A mãe de Darel e seus três irmãozinhos.
- Pippi - Uma ornitorrinca aprendiz de astróloga que se alia a Darel e sua equipe no final da primeira temporada.